# Sportgemeinschaft Dynamo Dresden 1994-1995
Questa voce raccoglie le informazioni riguardanti la Sportgemeinschaft Dynamo Dresden nelle competizioni ufficiali della stagione 1994-1995.

## Stagione
Nella stagione 1994-1995 il Dinamo Dresda, allenato da Sigfried Held, Horst Hrubesch e Ralf Minge, concluse il campionato di Bundesliga al 18º posto e fu retrocesso in 2. Bundesliga. In Coppa di Germania il Dinamo Dresda fu eliminato agli ottavi di finale dal Colonia.

## Rosa
| N. |                      | Ruolo | Calciatore         |
| -- | -------------------- | ----- | ------------------ |
|    | Russia (bandiera)    | P     | Stanislav Čerčesov |
|    | Australia (bandiera) | P     | Mark Schwarzer     |
|    | Germania (bandiera)  | D     | Kai-Uwe Börner     |
|    | Germania (bandiera)  | D     | Thomas Hoßmang     |
|    | Germania (bandiera)  | D     | Mario Kern         |
|    | Germania (bandiera)  | D     | Markus Kranz       |
|    | Polonia (bandiera)   | D     | Andrzej Lesiak     |
|    | Germania (bandiera)  | D     | Dirk Oberritter    |
|    | Germania (bandiera)  | D     | Hans-Uwe Pilz      |
|    | Germania (bandiera)  | D     | Detlef Schößler    |
|    | Germania (bandiera)  | C     | René Beuchel       |
|    | Germania (bandiera)  | C     | Ringo Herrig       |
|    | Germania (bandiera)  | C     | Jens Jeremies      |
|    | Germania (bandiera)  | C     | Sven Kmetsch       |
|    | Germania (bandiera)  | C     | Sascha Licht       |

| N. |                     | Ruolo | Calciatore        |
| -- | ------------------- | ----- | ----------------- |
|    | Croazia (bandiera)  | C     | Nikica Maglica    |
|    | Germania (bandiera) | C     | Matthias Maucksch |
|    | Germania (bandiera) | C     | Thomas Rath       |
|    | Germania (bandiera) | C     | Sven Ratke        |
|    | Germania (bandiera) | C     | Michael Spies     |
|    | Germania (bandiera) | C     | Matthias Stammann |
|    | Norvegia (bandiera) | A     | Jørn Andersen     |
|    | Germania (bandiera) | A     | Mark Dittgen      |
|    | Svezia (bandiera)   | A     | Johnny Ekström    |
|    | Germania (bandiera) | A     | Henri Fuchs       |
|    | Germania (bandiera) | A     | Rico Hanke        |
|    | Germania (bandiera) | A     | Uwe Jähnig        |
|    | Germania (bandiera) | A     | Werner Rank       |
|    | Germania (bandiera) | A     | Herbert Waas      |
|    | Germania (bandiera) | A     | Florian Weichert  |

## Organigramma societario
Area tecnica
- Allenatore: Hans-Jürgen Kreische, Ralf Minge
- Allenatore in seconda:
- Preparatore dei portieri:
- Preparatori atletici:

## Calciomercato

### Sessione estiva
| Acquisti | Acquisti          | Acquisti              | Acquisti |
| R.       | Nome              | da                    | Modalità |
| -------- | ----------------- | --------------------- | -------- |
| C        | Andreas Sassen    | Amburgo               |          |
| A        | Mark Dittgen      | Kaiserslautern        |          |
| A        | Johnny Ekström    | Real Betis            |          |
| D        | Thomas Hoßmang    | Rot-Weiss Francoforte |          |
| D        | Andrzej Lesiak    | Wacker Innsbruck      |          |
| C        | Sascha Licht      | Norimberga            |          |
| P        | Mark Schwarzer    | Marconi Stallions     |          |
| C        | Michael Spies     | Amburgo               |          |
| C        | Matthias Stammann | Fortuna Colonia       |          |
| A        | Florian Weichert  | Lokomotive Lipsia     |          |

| Cessioni | Cessioni        | Cessioni              | Cessioni |
| R.       | Nome            | a                     | Modalità |
| -------- | --------------- | --------------------- | -------- |
| A        | Olaf Marschall  | Kaiserslautern        |          |
| P        | René Müller     | St. Pauli             |          |
| C        | Piotr Nowak     | Monaco 1860           |          |
| C        | Marek Penksa    | Eintracht Francoforte |          |
| C        | Miroslav Stević | Monaco 1860           |          |

### Sessione invernale
| Acquisti | Acquisti      | Acquisti | Acquisti |
| R.       | Nome          | da       | Modalità |
| -------- | ------------- | -------- | -------- |
| A        | Jørn Andersen | Amburgo  |          |
| A        | Herbert Waas  | Zurigo   |          |

| Cessioni | Cessioni       | Cessioni | Cessioni |
| R.       | Nome           | a        | Modalità |
| -------- | -------------- | -------- | -------- |
| C        | Andreas Sassen | Dnipro   |          |
| D        | Henrik Risom   | Odense   |          |

## Risultati

### Bundesliga

#### Girone di andata
| Arbitro: | Aust |

|            |           |          |
| Ekström 3’ | Marcatori | 35’ Bode |

| Arbitro: | Wagner |

|                        |           |  |
| Aden 31’ von Ahlen 75’ | Marcatori |  |

| Arbitro: | Casper |

|             |           |                                  |
| Dittgen 46’ | Marcatori | 11’ Müller 63’ Spies 83’ Cardoso |

| Arbitro: | Pohlmann |

|                          |           |  |
| Dahlin 46’ Effenberg 89’ | Marcatori |  |

| Arbitro: | Best |

|                                   |           |                       |
| Kern 45’ Fuchs 61’, 74’ Spies 62’ | Marcatori | 35’ Böger 84’ Osthoff |

| Arbitro: | Dardenne |

|                       |           |             |
| Albertz 52’ Bäron 88’ | Marcatori | 54’ Dittgen |

| Arbitro: | Osmers |

|                     |           |                   |
| Seeliger 13’ (aut.) | Marcatori | 68’ (rig.) Pacult |

| Arbitro: | Strigel |

|             |           |                       |
| Polster 83’ | Marcatori | 18’ Spies 57’ Ekström |

| Arbitro: | Scheuerer |

|             |           |  |
| Ekström 18’ | Marcatori |  |

| Arbitro: | Jansen |

|                       |           |  |
| Furtok 46’ Yeboah 54’ | Marcatori |  |

| Arbitro: | Wiesel |

|  |           |            |
|  | Marcatori | 34’ Möller |

| Arbitro: | Krug |

|                                                 |           |                     |
| Buck 35’ Kruse 61’ Kögl 81’ (rig.) Poschner 85’ | Marcatori | 42’ Fuchs 60’ Spies |

| Arbitro: | Albrecht |

|          |           |                          |
| Rath 40’ | Marcatori | 26’ Bittengel 51’ Laeßig |

| Arbitro: | Buchhart |

|                                       |           |  |
| Mulder 21’ Látal 30’, 46’ Büskens 53’ | Marcatori |  |

| Arbitro: | Merk |

|             |           |             |
| Ekström 68’ | Marcatori | 75’ Schmitt |

| Arbitro: | Werthmann |

|                |           |            |
| Ziege 56’, 59’ | Marcatori | 86’ Lesiak |

| Arbitro: | Strigel |

|             |           |            |
| Ekström 69’ | Marcatori | 78’ Völler |

#### Girone di ritorno
| Arbitro: | Weber |

|                   |           |  |
| Herzog 44’ (rig.) | Marcatori |  |

| Arbitro: | Zerr |

|  |           |                             |
|  | Marcatori | 19’ Bałuszyński 87’ Peschel |

| Arbitro: | Dardenne |

|                                    |           |          |
| Heinrich 43’ Zeyer 45’ Cardoso 80’ | Marcatori | 37’ Rath |

| Arbitro: | Best |

|  |           |                                    |
|  | Marcatori | 16’ Neun 53’ Effenberg 89’ Wynhoff |

| Arbitro: | Berg |

|               |           |            |
| Weidemann 45’ | Marcatori | 55’ Lesiak |

| Arbitro: | Werthmann |

|                       |           |             |
| Ordenewitz 80’ (aut.) | Marcatori | 56’ Albertz |

| Arbitro: | Strampe |

|                             |           |           |
| Erhard 26’ Winkler 48’, 70’ | Marcatori | 49’ Spies |

| Arbitro: | Wagner |

|            |           |                                      |
| Jähnig 15’ | Marcatori | 65’ Labbadia 70’ Greiner 89’ Polster |

| Arbitro: | Jansen |

|                                  |           |             |
| Kuntz 25’, 86’ Brehme 80’ (rig.) | Marcatori | 62’ Ekström |

| Arbitro: | Weber |

|             |           |                     |
| Dittgen 37’ | Marcatori | 79’ Binz 87’ Aničić |

| Arbitro: | Kasper |

|                    |           |  |
| Tretschok 72’, 90’ | Marcatori |  |

| Arbitro: | Dardenne |

|              |           |              |
| Jeremies 50’ | Marcatori | 88’ Berthold |

| Arbitro: | Zerr |

|                                        |           |             |
| Feldhoff 33’ Bittengel 66’ Paßlack 87’ | Marcatori | 20’ Beuchel |

| Arbitro: | Schmidt |

|                              |           |            |
| Rath 45’ Schößler 55’ (rig.) | Marcatori | 75’ Herzog |

| Arbitro: | Krug |

|                                                    |           |                                    |
| Maucksch 21’ (aut.) Schmitt 25’, 53’ Knup 82’, 86’ | Marcatori | 13’ Ekström 19’ Spies 89’ Weichert |

| Arbitro: | Kiefer |

|  |           |              |
|  | Marcatori | 88’ Witeczek |

| Arbitro: | Buchhart |

|                      |           |                     |
| Hapal 6’ Kirsten 73’ | Marcatori | 52’ Fuchs 83’ Spies |

### Coppa di Germania
| Arbitro: | Casper |

|  |           |          |
|  | Marcatori | 60’ Rank |

| Arbitro: | Habermann |

|           |           |  |
| Spies 44’ | Marcatori |  |

| Arbitro: | Osmers |

|                  |           |              |
| Labbadia 5’, 39’ | Marcatori | 36’ Maucksch |

## Statistiche

### Statistiche di squadra
| Competizione      | Punti | In casa | In casa | In casa | In casa | In casa | In casa | In trasferta | In trasferta | In trasferta | In trasferta | In trasferta | In trasferta | Totale | Totale | Totale | Totale | Totale | Totale | DR  |
| Competizione      | Punti | G       | V       | N       | P       | Gf      | Gs      | G            | V            | N            | P            | Gf           | Gs           | G      | V      | N      | P      | Gf     | Gs     | DR  |
| ----------------- | ----- | ------- | ------- | ------- | ------- | ------- | ------- | ------------ | ------------ | ------------ | ------------ | ------------ | ------------ | ------ | ------ | ------ | ------ | ------ | ------ | --- |
| Bundesliga        | 20    | 17      | 3       | 6       | 8       | 17      | 26      | 17           | 1            | 2            | 14           | 16           | 42           | 34     | 4      | 8      | 22     | 33     | 68     | -35 |
| Coppa di Germania | -     | 1       | 1       | 0       | 0       | 1       | 0       | 2            | 1            | 0            | 1            | 2            | 2            | 3      | 2      | 0      | 1      | 3      | 2      | +1  |
| Totale            | 20    | 18      | 4       | 6       | 8       | 18      | 26      | 19           | 2            | 2            | 15           | 18           | 44           | 37     | 6      | 8      | 23     | 36     | 70     | -34 |

### Andamento in campionato
| Giornata  | 1 | 2  | 3  | 4  | 5  | 6  | 7  | 8  | 9  | 10 | 11 | 12 | 13 | 14 | 15 | 16 | 17 | 18 | 19 | 20 | 21 | 22 | 23 | 24 | 25 | 26 | 27 | 28 | 29 | 30 | 31 | 32 | 33 | 34 |
| --------- | - | -- | -- | -- | -- | -- | -- | -- | -- | -- | -- | -- | -- | -- | -- | -- | -- | -- | -- | -- | -- | -- | -- | -- | -- | -- | -- | -- | -- | -- | -- | -- | -- | -- |
| Luogo     | C | T  | C  | T  | C  | T  | C  | T  | C  | T  | C  | T  | C  | T  | C  | T  | C  | T  | C  | T  | C  | T  | C  | T  | C  | T  | C  | T  | C  | T  | C  | T  | C  | T  |
| Risultato | N | P  | P  | P  | V  | P  | N  | V  | V  | P  | P  | P  | P  | P  | N  | P  | N  | P  | P  | P  | P  | N  | N  | P  | P  | P  | P  | P  | N  | P  | V  | P  | P  | N  |
| Posizione | 6 | 15 | 17 | 17 | 14 | 15 | 15 | 13 | 12 | 13 | 13 | 14 | 15 | 15 | 15 | 15 | 16 | 15 | 16 | 17 | 18 | 18 | 18 | 18 | 18 | 18 | 18 | 18 | 18 | 18 | 18 | 18 | 18 | 18 |

Legenda:

Luogo: C = Casa; T = Trasferta. Risultato: V = Vittoria; N = Pareggio; P = Sconfitta.

### Statistiche dei giocatori
| Giocatore     | Bundesliga | Bundesliga | Bundesliga  | Bundesliga | Coppa di Germania | Coppa di Germania | Coppa di Germania | Coppa di Germania | Totale   | Totale | Totale      | Totale     |
| Giocatore     | Presenze   | Reti       | Ammonizioni | Espulsioni | Presenze          | Reti              | Ammonizioni       | Espulsioni        | Presenze | Reti   | Ammonizioni | Espulsioni |
| ------------- | ---------- | ---------- | ----------- | ---------- | ----------------- | ----------------- | ----------------- | ----------------- | -------- | ------ | ----------- | ---------- |
| J. Andersen   | 7          | 0          | 0           | 0          | 0                 | 0                 | 0                 | 0                 | 7        | 0      | 0           | 0          |
| R. Beuchel    | 21         | 1          | 5           | 0          | 1                 | 0                 | 1                 | 0                 | 22       | 1      | 6           | 0          |
| K. Börner     | 0          | 0          | 0           | 0          | 0                 | 0                 | 0                 | 0                 | 0        | 0      | 0           | 0          |
| S. Čerčesov   | 32         | 0          | 0           | 0          | 3                 | 0                 | 0                 | 0                 | 35       | 0      | 0           | 0          |
| M. Dittgen    | 19         | 3          | 1           | 0          | 2                 | 0                 | 0                 | 0                 | 21       | 3      | 1           | 0          |
| J. Ekström    | 30         | 7          | 0           | 0          | 3                 | 0                 | 0                 | 0                 | 33       | 7      | 0           | 0          |
| H. Fuchs      | 21         | 4          | 3           | 0          | 2                 | 0                 | 1                 | 0                 | 23       | 4      | 4           | 0          |
| R. Hanke      | 0          | 0          | 0           | 0          | 0                 | 0                 | 0                 | 0                 | 0        | 0      | 0           | 0          |
| R. Herrig     | 0          | 0          | 0           | 0          | 0                 | 0                 | 0                 | 0                 | 0        | 0      | 0           | 0          |
| T. Hoßmang    | 18         | 0          | 4           | 0          | 2                 | 0                 | 0                 | 0                 | 20       | 0      | 4           | 0          |
| J. Jeremies   | 10         | 1          | 0           | 1          | 0                 | 0                 | 0                 | 0                 | 10       | 1      | 0           | 1          |
| U. Jähnig     | 8          | 1          | 1           | 1          | 0                 | 0                 | 0                 | 0                 | 8        | 1      | 1           | 1          |
| M. Kern       | 24         | 1          | 6           | 1          | 1                 | 0                 | 0                 | 0                 | 25       | 1      | 6           | 1          |
| S. Kmetsch    | 2          | 0          | 0           | 0          | 0                 | 0                 | 0                 | 0                 | 2        | 0      | 0           | 0          |
| M. Kranz      | 12         | 0          | 4           | 1          | 1                 | 0                 | 0                 | 0                 | 13       | 0      | 4           | 1          |
| A. Lesiak     | 30         | 2          | 4           | 1          | 3                 | 0                 | 0                 | 0                 | 33       | 2      | 4           | 1          |
| S. Licht      | 1          | 0          | 0           | 0          | 0                 | 0                 | 0                 | 0                 | 1        | 0      | 0           | 0          |
| N. Maglica    | 1          | 0          | 0           | 0          | 0                 | 0                 | 0                 | 0                 | 1        | 0      | 0           | 0          |
| M. Maucksch   | 23         | 0          | 4           | 0          | 3                 | 1                 | 0                 | 0                 | 26       | 1      | 4           | 0          |
| D. Oberritter | 1          | 0          | 0           | 0          | 0                 | 0                 | 0                 | 0                 | 1        | 0      | 0           | 0          |
| H. Pilz       | 25         | 0          | 6           | 1          | 3                 | 0                 | 0                 | 0                 | 28       | 0      | 6           | 1          |
| W. Rank       | 5          | 0          | 0           | 0          | 1                 | 1                 | 0                 | 0                 | 6        | 1      | 0           | 0          |
| T. Rath       | 29         | 3          | 7           | 0          | 3                 | 0                 | 2                 | 0                 | 32       | 3      | 9           | 0          |
| S. Ratke      | 17         | 0          | 6           | 1          | 3                 | 0                 | 0                 | 0                 | 20       | 0      | 6           | 1          |
| H. Risom      | 4          | 0          | 0           | 0          | 0                 | 0                 | 0                 | 0                 | 4        | 0      | 0           | 0          |
| A. Sassen     | 6          | 0          | 1           | 0          | 0                 | 0                 | 0                 | 0                 | 6        | 0      | 1           | 0          |
| M. Schwarzer  | 2          | 0          | 0           | 0          | 0                 | 0                 | 0                 | 0                 | 2        | 0      | 0           | 0          |
| D. Schößler   | 17         | 1          | 5           | 0          | 1                 | 0                 | 0                 | 0                 | 18       | 1      | 5           | 0          |
| M. Spies      | 30         | 6          | 7           | 0          | 3                 | 1                 | 0                 | 0                 | 33       | 7      | 7           | 0          |
| M. Stammann   | 15         | 0          | 3           | 0          | 3                 | 0                 | 1                 | 0                 | 18       | 0      | 4           | 0          |
| H. Waas       | 5          | 0          | 0           | 0          | 0                 | 0                 | 0                 | 0                 | 5        | 0      | 0           | 0          |
| F. Weichert   | 14         | 1          | 6           | 0          | 0                 | 0                 | 0                 | 0                 | 14       | 1      | 6           | 0          |